# The Sonics
The Sonics es un grupo de garage rock que surgió durante la ola de grupos de rock en la costa del Pacífico estadounidense a principios y mediados de los años sesenta. Fueron pioneros de este subgénero junto con otras bandas como The Kingsmen, The Wailers, The Drastics o The Dynamics. Este movimiento sirvió como base de la reconocida escena musical del área de Seattle, que perdura hasta nuestros días. 
El sonido de The Sonics es bastante más ruidoso, crudo y brutal que el de cualquier otro grupo contemporáneo suyo. Pese a que tenían una formación bastante clásica en cuanto a los instrumentos, consiguieron su sonido identificativo mediante arreglos salvajes de temas conocidos, letras provocativas, el uso habitual de gritos y guitarras eléctricas distorsionadas hasta el máximo posible.

## Estilo
Sus temas son una mezcla entre el garage rock (Louie, Louie, Have love, will travel) el rock and roll primigenio (Jenny, Jenny) y composiciones propiamente de su estilo como Psycho y The witch, todas ellas basadas en secuencias sencillas de acordes e interpretadas de forma pesada y rápida (algo también típico del punk).
Las primeras letras de The Sonics estaban en consonancia con la cultura juvenil y adolescente de los años sesenta (chicas, surf, coches, guitarras), pero también incluían temas de aspectos más oscuros, satíricos y provocadores como la estricnina (Strychnine), las brujas (The witch), los psicópatas o Satán (He's waiting).

## Miembros
La formación clásica de The Sonics (la que grabó !!!Here are The Sonics!!!) era:
- Gerry Roslie - Órgano, piano y voz
- Andy Parypa - Bajista
- Larry Parypa - Guitarra, coros
- Rob Lind - Saxofón, coros y armónica
- Bob Bennett - Batería

## Discografía

### Álbumes de estudio
- !!!Here are The Sonics!!! (Oliendo Fuerte, 1965)
- Merry Christmas (Etiquette, 1965)
- Boom (Etiquette, 1966)
- Introducing The Sonics (Jerden, 1967)
- The Sonics - Busy Body!!! Live in Tacoma 1964 (Norton, 2007)
- This is the Sonics (Revox, 2015)

### Sencillos (45's)
- The witch / Keep A-Knocking (Etiquette, 1964)
- The witch / Psycho (Etiquette, 1965)
- Psycho / Keep A-Knocking (Etiquette, 1965)
- Boss Hoss / The Hustler (Etiquette, 1965)
- Don't be Afraid Of the Dark / Shot Down (Etiquette, 1965)
- Don't Believe In Christmas (The Sonics) / Christmas Spirit (The Wailers) (Etiquette, 1965)
- Cinderella / Louie Louie (Etiquette, 1965)
- You Got Your Head On Backwards / Love Light (Jerden, 1966)
- Like no other man / "Love Light (Jerden, 1966)
- The witch / Like No Other Man (Jerden, 1966)
- Psycho / Maintaining My Cool (Jerden, 1966)
- Love-itis / You're In Love (Jerden, 1967)
- Lost Love / Any Way The Wind Blows (Piccadilly, 1967)
- Any Way The Wind Blows / Lost Love (UNI, 1967)
- Dirty Old Man / Bama Lama Bama Loo (Burdette, 1975)
- The Witch / Bama Lama Bama Loo (Great Northwest, 1979)
- The Witch / Keep A-Knocking (Norton, 1998)
- Psycho / Have Love Will Travel (Norton, 1998)
- Cinderella / He's waiting (Norton, 1998)
- Boss Hoss / The Hustler (Norton, 1998)
- Strychnine / Shot Down (Norton, 1998)
- Louie, Louie (The Sonics) / Louie, Louie (The Wailers) (Norton, 1998)
- Don't believe in Christmas / Santa Claus (Norton, 1998)